# Faustini (månekrater)
Faustini er et nedslagskrater på Månen. Det befinder sig nær sydpolen på Månens forside og er opkaldt efter den italienske geograf Arnaldo Faustini (1874 – 1944).
Navnet blev officielt tildelt af den Internationale Astronomiske Union (IAU) i 1994.

## Omgivelser
Faustinikrateret ligger næsten stik syd for det meget større Amundsenkrater og er næsten forbundet med Shoemakerkrateret mod sydvest. Omkring en kraterdiameter mod syd ligger det mindre Shackletonkrater ved sydpolen. Et lille krater er forbundet med Faustinis østlige rand.

## Karakteristika
På grund af dets beliggenhed rammer sollyset kraterets rand i meget lille vinkel, hvilket betyder, at kraterets indre ligger i permanent mørke. Som følge heraf er kraterbunden aldrig blevet observeret af kredsende rumsonder, omend den er blevet kortlagt i store træk ved hjælp af radar. En anden følge af den manglende belysning fra Solen er, at kraterets indre bibeholder en temperatur under 100 kelvin, hvilket er koldt nok til at fastholde vand eller vanddamp, som måtte nå krateret ved nedslag af kometer.
Lunar Prospector-rumsonden medførte et neutron-spektrometer, som kunne opdage tilstedeværelsen af store koncentrationer af brint, og kuldeområdet inde i Faustinikrateret fandtes at have en sådan høj koncentration i forhold til Månens overflade i øvrigt. Radarobservationer af krateret har imidlertid ikke kunne bekræfte tilstedeværelse af is.

## Måneatlas
- Billeder af Faustinikrateret i LPI-måneatlasset